# 루마니아의 로마 가톨릭 교구 목록
루마니아의 로마 가톨릭 교구는 2개 관구에 2개 관구장좌 대교구와 6개 일반교구 2개 루마니아 전례 교구가 속하며 독립교구로 1개 단독대교구와 1개 아메리칸 전례 대리구가 있다

## 교구

### 부쿠레슈티 관구(Province of Bucharest)
- 부쿠레슈티 관구장좌 대교구( Archdiocese of Bucharest)
- 야시 교구(Diocese of Iaşi)
- 오라데아마레 교구( Diocese of Oradea Mare)
- 사투마레 교구( Diocese of Satu Mare)
- 티미소아라 교구( Diocese of Timişoara)

### 파가라스와알바율리아 관구( Province of Făgăraş and Alba Iulia)
- 파가라스와알바율리아 관구장좌 대교구( Archdiocese of Făgăraş şi Alba Iulia)
- 루고지 교구( Diocese of Lugoj)
- 마라무레스 교구( Diocese of Maramureş)
- 루마니아전례 쿨루지-겔라 교구 (Diocese of Cluj-Gherla)
- 루마니아전례 오라데아마레 교구( Diocese of Oradea Mare)

### 독립 교구
- 알바율리아 대교구(Archdiocese of Alba Iulia)
- 아메리카전례 루마니아 관리구(Armenian Ordinariate of Romania)